# Stoicorum Veterum Fragmenta
Stoicorum Veterum Fragmenta (kurz: SVF) ist eine Sammlung von Fragmenten und Testimonien früher Stoiker. Sie wurde in den Jahren 1903–1905 von Hans von Arnim zusammengestellt. Sie enthält Fragmente von und Testimonien über Zenon von Kition, Chrysippos und einigen ihrer Schüler. Die Sammlung besteht aus drei Bänden, im Jahr 1924 fügte ihr Maximilian Adler einen vierten Band mit Indices hinzu.
Unter dem Titel The New von Arnim wird 2024 unter Leitung von Christian Vassallo an der Universität Turin eine Neubearbeitung der Stoicorum Veterum Fragmenta in Angriff genommen.

## Bibliographie
- Stoicorum Veterum Fragmenta collegit Ioannes ab Arnim. Teubner, Leipzig 1903–1905 / 1924, Nachdruck Teubner, Stuttgart 1964.
  - Volumen I: Zeno et Zenonis discipuli. 1905, (Digitalisat)
  - Volumen II: Chrysippi Fragmenta Logica et Physica. 1903, (Digitalisat)
  - Volumen III: Chrysippi Fragmenta Moralia, Fragmenta Successorum Chrysippi. 1903, (Digitalisat)
  - Volumen IV: Quo Indices continentur, conscripsit Maximilianus Adler. 1924, (Digitalisat)